# Charles B. Harris
Charles Bonner Harris (24 avril 1940 à New York – 10 mars 2020 à Berkeley, Californie) est un physico-chimiste américain.

## Biographie
Charles B. Harris est né à New York et passe la majeure partie de sa jeunesse à Grosse Pointe. Il fréquente l'Université du Michigan et obtient son baccalauréat en 1963. En 1966, il obtient son doctorat en chimie au Massachusetts Institute of Technology sous la direction de Frank Albert Cotton. L'année suivante, Harris entre à l'Université de Californie à Berkeley, où il devient professeur au département de chimie. Il dirige ce département à partir de 2003 et est doyen de la faculté de 2004 à 2007. En 2015, il prend sa retraite. Ses recherches portent sur le domaine de la dynamique ultrarapide et de la dynamique électronique ainsi que sur la dynamique des réactions chimiques dans les liquides.
Il forme plusieurs générations de scientifiques en dynamique chimique et en science ultrarapide qui sont depuis devenus des leaders dans le domaine, notamment Paul Alivisatos, Michael D. Fayer (en), Roseanne Sension, Nien-hui Ge, Kelly Gaffney, Ahmed Zewail et Alan Campion.
Harris est élu membre de l'Académie nationale des sciences en 2002. En outre, il est également membre de l'Association américaine pour l'avancement des sciences, de l'Académie américaine des arts et des sciences, de la Société américaine de physique et de l'Optical Society of America,.